# Gordon Lee
Gordon Francis Lee (Pye Green, 13 luglio 1934 – Lytham St Annes, 8 marzo 2022) è stato un calciatore e allenatore di calcio inglese, di ruolo difensore.

## Carriera

### Club

#### Gli inizi all'Hednesford Town e Aston Villa
Ha iniziato la propria carriera calcistica all'Hednesford Town nel 1953, debuttando con esso il 10 gennaio in una gara vinta per 1-0 contro il Sutton United.
Dopo due anni, è stato ufficializzato il suo passaggio all'Aston Villa per una somma di £ 250: il suo acquisto da parte dei Villains è dovuto per lo più a Jackie Martin, che ha fortemente consigliato il talentino britannico alla società. Nel frattempo, la sua squadra si era appena resa protagonista della vittoria dell'FA Cup 1956-1957, ma Lee non è stato considerato campione perché il suo minutaggio nella competizione non è stato sufficiente. Ha dovuto aspettare addirittura il 1958 per poter finalmente debuttare in First Division, nella sconfitta per 3-2 contro il Nottingham Forest. Nel dicembre della stagione 1958-1959, il club si è trovato ultimo in classifica, e anche l'arrivo del nuovo tecnico Joe Mercer non è riuscito a migliorare le cose: la squadra si è piazzata penultima con 30 punti, retrocedendo di fatto in Second Division. Nonostante ciò, l'Aston Villa è riuscita nell'impresa di ritornare immediatamente in First Division dopo appena un anno dalla retrocessione, piazzandosi in testa alla classifica con un punto sopra il Cardiff City. Tornati in massima divisione, durante la stagione 1960-1961 i Villains riuscirono a vincere la Coppa di Lega, con Lee che ha giocato da titolare entrambe le gare delle finali contro il Rotherham United.
La stagione successiva la squadra ha terminato la stagione al settimo posto, e quella successiva è scesa fino al quindicesimo posto. I Villains hanno nuovamente raggiunto la finale di Coppa di Lega, stavolta perdendola per 3-1 contro il Birmingham City. Dopo questa sconfitta, il club si è piazzato al sedicesimo posto sia nell'annata 1964-1965 che in quella 1965-1966 sotto la guida del nuovo tecnico Dick Taylor. Lee ha disputato la sua ultima gara per l'Aston Villa nel marzo 1965 contro il West Ham United, prima di lasciare Villa Park.

#### Shrewsbury Town e ritiro
Nel luglio 1966, è stato reso ufficiale l'ingaggio di Lee da parte dello Shrewsbury Town. Ha totalizzato solamente due presenze in Third Division prima di ottenere l'incarico di allenatore-giocatore, diventando l'assistente del tecnico Arthur Rowley. Durante il suo periodo sotto contratto con il club, ha anche partecipato a delle spedizioni di scouting per l'Aston Villa. Si è ritirato dal calcio giocato nel 1967 all'età di 32 anni.

### Allenatore

#### Port Vale
Un anno dopo l'addio alle attività agonistiche, Lee ha deciso di intraprendere la carriera manageriale. Nel maggio 1968, il Port Vale ha deciso di affidargli le chiavi della panchina con il compito di sostituire Stanley Matthews. In seguito, il difensore Roy Sproson ha affermato che Lee è stato una persona eccezionale con cui lavorare, descrivendo anche le sue notevoli abilità tecniche.
Quando è arrivato sulla panchina del club, si è ritrovato una squadra in crisi e con varie mancanze in vari reparti. Inizialmente, ha fatto ingaggiare il mediano inglese John King, l'esterno della Nazionale gallese Graham Williams dei Tranmere Rovers, l'adolescente Bobby Gough e il portiere Geoff Hickinson in prestito dal Crewe Alexandra. Nonostante i risultati barcollanti, è comunque riuscito a conquistare un buon tredicesimo posto in classifica con 46 punti totalizzati.
Durante la pre-stagione 1969-1970, Lee ha fatto acquistare giocatori del calibro di Mick Cullerton, Mick Mahon, James Goodfellow e Milija Aleksić, con Roy Chapman che ha deciso di non rinnovare con il club e di accasarsi al Chester City. Nonostante ciò, i problemi finanziari del club hanno fatto sì che sia stato in grado di acquistare solo tre nuovi attaccanti a parametro zero: Ken Wookey (Newport County), Stuart Shaw (Southport) ed Eric Magee (Oldham Athletic). Il Port Vale ha iniziato la stagione con un record di 18 partite senza subire nemmeno una sconfitta. I Valiants hanno dovuto rinunciare al primo posto in classifica a causa delle varie mancanze dovute agli infortuni, tanto da costringere Lee ad acquistare la mezzala Tony Lacey in prestito dallo Stoke City e Bill Summerscales dal Leek Town. Visto che la promozione è stata consolidata molto presto grazie a una striscia di nove gare senza sconfitte, Lee ha deciso di esercitare l'obbligo di riscatto presente nel contratto di Lacey, versando £ 2.500 nelle casse dello Stoke City. 
All'arrivo della stagione 1972-1973, è riuscito a vincere 6 gare tra le prime otto di campionato, rifiutando anche un'offerta da dirigente dallo Shrewsbury Town, definendola una squadra che non rispecchiava i suoi standard. A metà stagione ha deciso di vendere Ray Harford al Chester City per £ 5000 e Keith Lindsey al Gillingham per £ 1750. Tuttavia, il Vale ha concluso quell'annata al sesto posto con 53 punti.
Nella stagione 1973-1974 ha deciso di arruolare nuovi giocatori direttamente dalle giovanili della squadra prima di annunciare le proprie dimissioni a gennaio 1974.

#### Blackburn Rovers
Appena dopo il suo addio alla panchina del Port Vale, è diventato ufficialmente il nuovo tecnico dei Blackburn Rovers, succedendo a Ken Furphy. Ha concluso la stagione riuscendo a portare i suoi uomini al tredicesimo posto in classifica. Durante la stagione 1974-1975 è riuscito a vincere il campionato con un punto di distacco sul Plymouth Argyle.

#### Newcastle United
Nel giugno 1975 è stato individuato come il perfetto sostituto di Joe Harvey sulla panchina del Newcastle United. Durante le sue prime annate è riuscito a portare i Magpies al quindicesimo posto e alla finale di Coppa di Lega del 1976, persa per 2-1 contro il Manchester City.
Durante il suo mandato da allenatore, ha compiuto una delle cessioni più costose dell'epoca, vendendo Malcolm Macdonald all'Arsenal per una cifra di £ 333.000. Sotto la sua gestione, il Newcastle iniziò la stagione 1976-1977 positivamente, lasciando però la squadra nel gennaio del 1977. 

#### Everton
Appena dopo aver lasciato il Newcastle, è diventato il nuovo tecnico dell'Everton per sostituire l'esonerato Billy Bingham. Ha portato i Toffees al primo posto in classifica nella stagione 1976-1977, trascinandoli perfino in finale di Coppa di Lega, vinta poi dall'Aston Villa per 3-2. Sotto la sua gestione ha raggiunto anche le semifinali dell'FA Cup, perse poi contro il Liverpool: nella gara di ritorno ci furono numerose proteste riguardanti le decisioni dell'arbitro a causa di una rete annullata ingiustamente a favore dell'Everton. Nell'annata successiva è riuscito a portare la squadra al terzo posto in classifica con nove punti di distacco dai campioni in carica del Nottingham Forest.
Nella stagione 1979-1980 ha guidato la squadra alle semifinali di FA Cup, dove verranno eliminati dal West Ham grazie a una rete nei tempi supplementari di Frank Lampard.

#### Preston North End, approdo in Islanda e ritorno in Inghilterra
Lee è stato nominato nuovo allenatore del Preston North End il 9 dicembre 1981, prendendo il posto vacante lasciato da Tommy Docherty. Ha guidato i Lilywhites al 14º posto in Terza Divisione nella stagione 1981-1982, con il club che nelle ultime 13 partite subì una sola sconfitta. Prima che lasciasse la squadra il 20 dicembre 1983, il club scese fino al 16º posto nell'annata 1982-1983.
Nel marzo 1985 ha deciso di compiere una scelta insolita: infatti, è diventato il nuovo tecnico del Knattspyrnufélag Reykjavíkur, squadra del massimo campionato islandese, firmando un contratto biennale. È tornato in Inghilterra al Leicester City come tecnico ad interim dopo il licenziamento di David Pleat, salvando la squadra dalla retrocessione all'ultima giornata ottenendo una vittoria per 1-0 contro l'Oxford United.

## Dopo il ritiro
Dopo il termine della sua carriera manageriale, si stabilì presso Lytham St Annes passando il proprio tempo libero a giocare a golf. È deceduto l'8 marzo 2022 all'età di 87 anni.

## Palmarès

### Giocatore
- Coppa di Lega inglese: 1

Aston Villa: 1960-1961

### Allenatore
- Campionato inglese di quarta divisione: 1

Port Vale: 1969-1970
- Third Division: 1

Blackburn Rovers: 1974-1975